# Bundesverband Erneuerbare Energie
Der Bundesverband Erneuerbare Energie e. V. (BEE) ist der Dach- und Lobbyverband der Erneuerbare-Energien-Branche in Deutschland. Er wurde 1991 gegründet und vereint Fachverbände und Landesorganisationen, Unternehmen und Vereine aller Sparten und Anwendungsbereiche der erneuerbaren Energien in Deutschland. Sein langfristiges Ziel ist es, die Vollversorgung mit erneuerbaren Energien in Deutschland zu erreichen. Die Geschäftsstelle befindet sich seit Januar 2021 in Berlin-Schöneberg auf dem EUREF-Campus.
Bei seiner inhaltlichen Arbeit deckt der BEE Themen rund um die Energieerzeugung, die Übertragung über Netz-Infrastrukturen, den Energieverbrauch sowie das Strommarktdesign ab.

## Verbandsführung
Präsidentin des Verbandes ist seit März 2018 Simone Peter. Sie wurde zuletzt am 6. Juli 2022 wiedergewählt
| Name                  | von               | bis  |
| --------------------- | ----------------- | ---- |
| Simone Peter          | seit 1. März 2018 |      |
| Fritz Brickwedde      | 2013              | 2018 |
| Dietmar Schütz        | 2008              | 2013 |
| Johannes Lackmann     | 1999              | 2008 |
| Uwe Thomas Carstensen | 1991              | 1999 |

Das Präsidium besteht zudem aus folgenden Vizepräsidenten:
- Bärbel Heidebroek (Zuständigkeitsbereich: Strom)
- Carsten Körnig (Zuständigkeitsbereiche: Strom, Wärme)
- Hans-Peter Lang (Zuständigkeitsbereich: Strom)
- Dr. Martin Sabel (Zuständigkeitsbereich: Wärme)
- Horst Seide (Zuständigkeitsbereiche: Strom, Wärme und Mobilität)
- Jan Hinrich Glahr (Vertreter der Länderkammer)